# جيمس بارنز (سياسي)
جيمس بارنز هو سياسي كندي، ولد في 1842. انتخب عضو الجمعية التشريعية لنيو برونزويك ‏.